# 簡易爆炸裝置

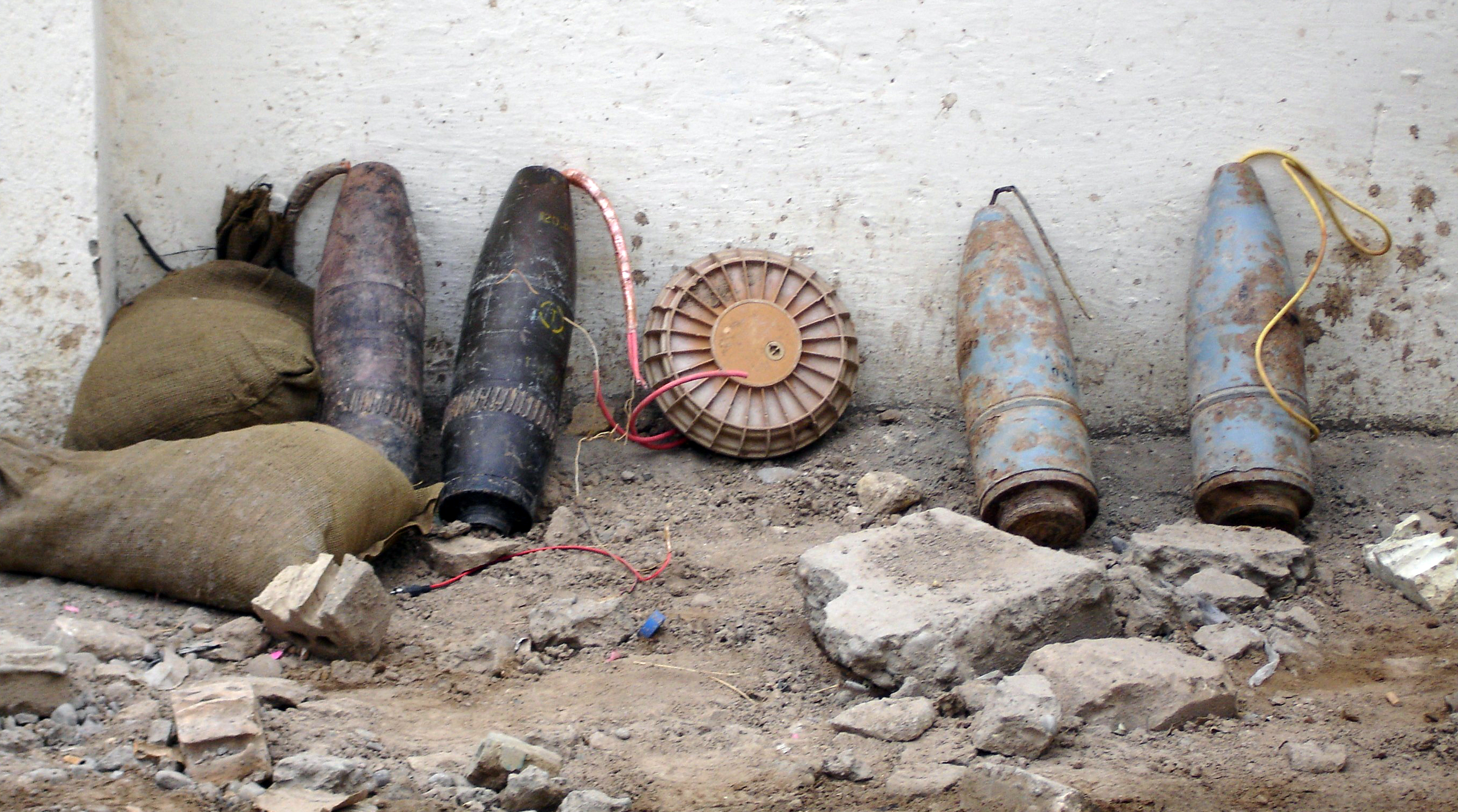
伊拉克警察在巴格達發現的IED，2005年7月。

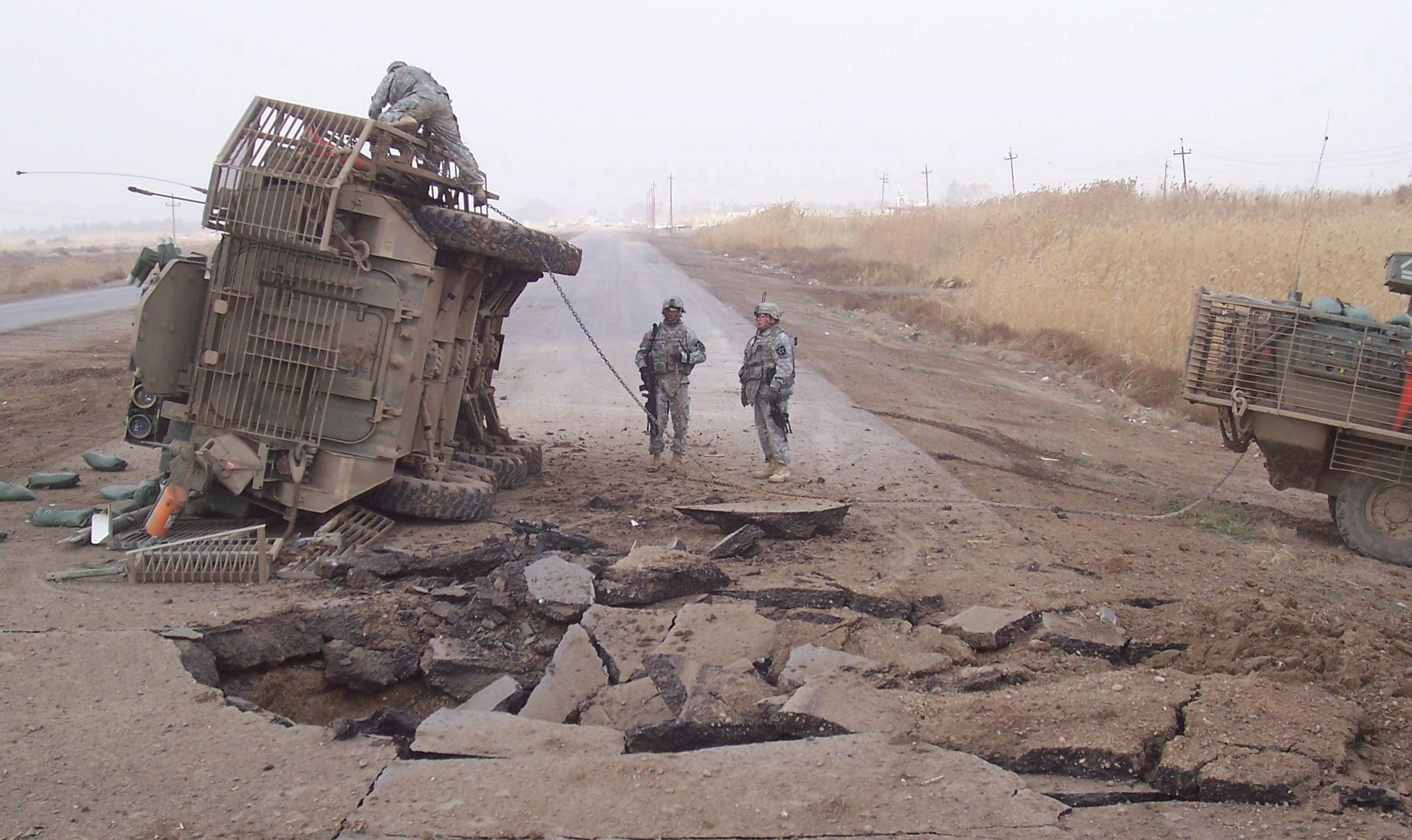
伊拉克2007年被IED炸翻的史崔克裝甲車

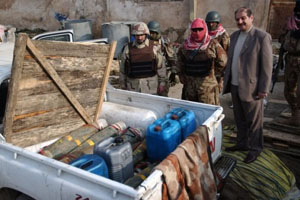
裝置在卡車上的IED

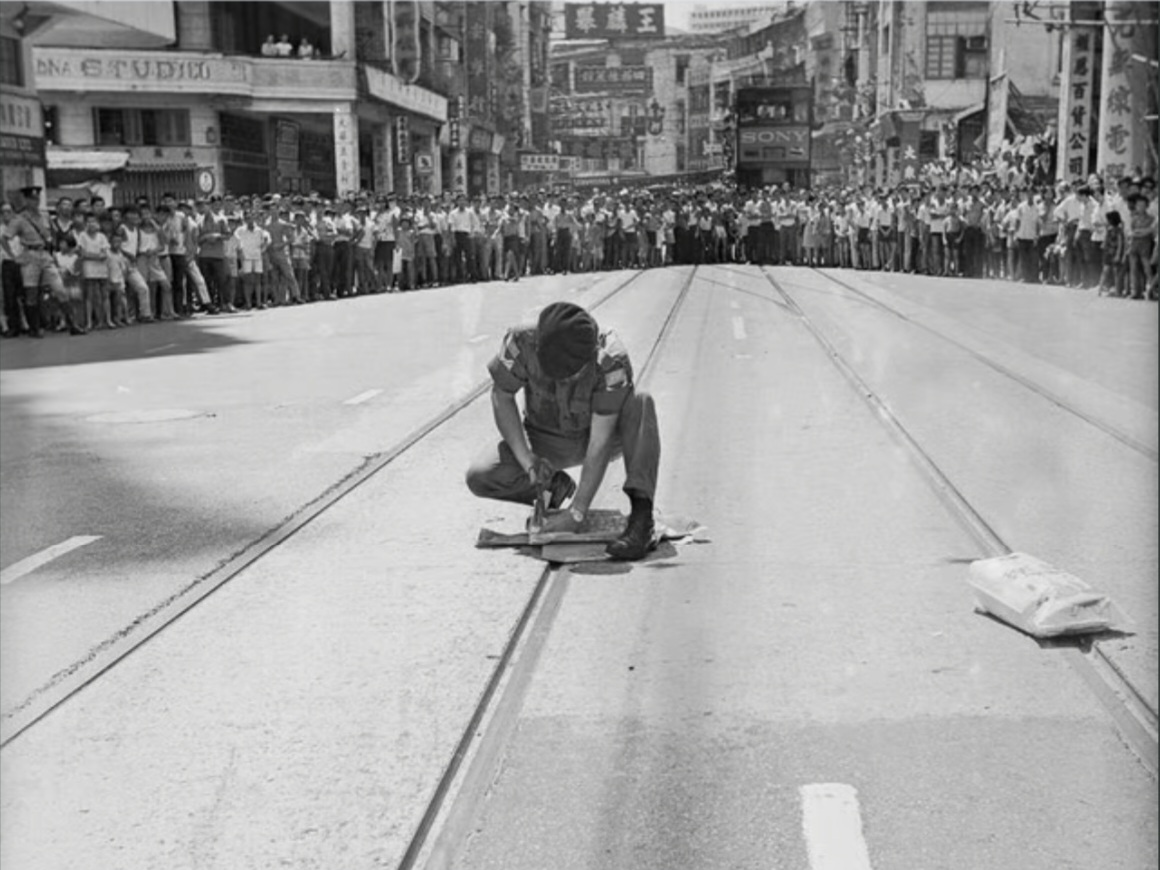
香港六七暴動期間，駐港英軍士兵正在檢視一枚左派暴徒放置在電車路軌上的土製炸彈

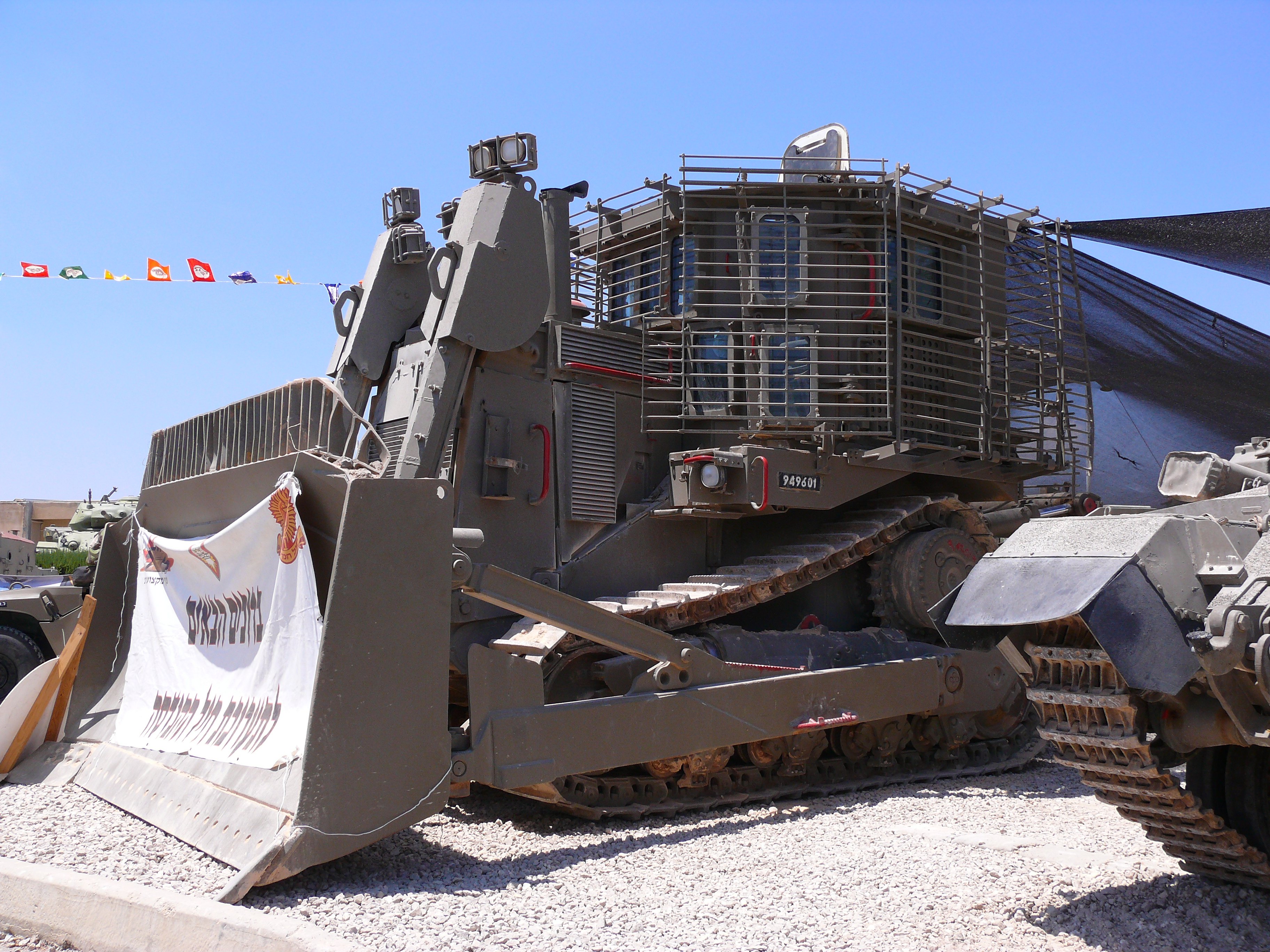
以色列剷除IED的D9裝甲推土車

簡易爆炸裝置（英語：Improvised Explosive Device，縮寫：IED），又稱土製炸彈，中華民國國軍軍語辭典稱「應急爆炸裝置」，泛指任何利用現有或臨時製造的材料所製成之炸彈。

## 概要
由於土製炸彈多使用現有材料製作，不是標準化生產，效能及安全性難有保證，故此使用土製炸彈的多為缺乏生產批量武器資源的恐怖份子或游擊隊。正規軍一般會使用標準化、效能良好的炸彈，並從工廠或生產商訂購，但不代表正規軍不使用土製炸彈，例如制式裝備的彈藥供應不足的時候，也會搜尋當前可用的材料自行製作爆炸品，而且土制炸彈的殺傷力也可以十分強大，如使用油桶等大型容器製作的桶裝炸彈，便曾經多次被使用於內戰。

## 設計製造IED的思考面向
在製造即造爆炸裝置時，必須針對目標類型進行細部調整，才能將殺傷力發揮到極致，達到所欲達成的效果。緣此，起爆方式的選擇是製造IED的重點。

### 殺傷力
高熱、震波和破片是炸彈爆炸時的主要殺傷力來源。
震波因為受到傳播介質（大多數情況下是空氣，有時候是水或地表）的影響會迅速衰減，一定距離以外即不具備殺傷能力。為了加強殺傷能力，增加爆炸物的數量和妥善安排爆炸物的位置是最常用的方法，但準備工作的複雜化和總重量的增加將會抵銷爆炸的奇襲性。此外，震波很難穿透堅硬固態物體，躲在掩蔽物後面的人員或裝備可獲得極佳的防護效果。
破片具有質量，因炸彈爆炸時取得部分能量，故在飛越一段距離後仍有殺傷能力，而且有機會穿透堅硬固態物體而殺傷掩蔽於其後的人員或裝備。但破片的數量與殺傷力之間的關係十分複雜，很難精確評估。恐怖份子製造炸彈時常會放入大量鐵釘來增強殺傷力。
高熱在炸彈的殺傷效能中並不重要，因為當空氣膨脹產生的震波迅速朝外擴張時，熱能會迅速轉換成動能，溫度隨即迅速下降。換言之，除非位於爆炸中心地（爆心地），否則幾可忽略高熱這項殺傷因素。燃燒彈（汽油彈、白磷彈、黃磷彈）之類的炸彈不歸於此類。

### 引爆方式
引爆方式的選擇對於即造爆炸裝置能否達成殺傷目的有絕對的影響。
利用軍規引信和雷管是最簡便、安全和有效率的方式，但是因為任務需求不同，自然也需要做些變化。傳統方式是採用計時裝置來引爆，隨後出現以遙控方式進行引爆（特別是利用無線電或行動電話等器材作為引爆裝置）。在伊拉克和阿富汗戰場上，美軍查獲的IED已採用是感應式引信和防拆裝置，顯見IED的設計與製造已逐漸趨向複雜化和精密化，已非能以「簡易爆炸裝置」來敘述。

## 外部連結
- UAV against IED